# Fujiwara no Tamenori
Kyogoku Tamenori va ser un noble de la cort i poeta a mitjans del període Kamakura. Era el tercer fill de Gon Dainagon Fujiwara Tameie, membre de la línia esquerra del clan Fujiwara del Nord. L'avantpassat de la família Kyogoku.

## Biografia
Es diu que el nen nascut a la residència Tameie (residència Reizei) esmentat al "Meigetsuki" era Tamenori. Va arribar a la majoria d'edat el 29 de desembre de 1225 (el primer any de l'era Karoku), i va ser nomenat Sahyoe no Kami el 10 d'abril de 1238 (el primer any de l'era Rekijin). El 5 de gener de 1243 va ser ascendit al quart rang inferior, grau inferior, i el 7 de març del mateix any, va ser ascendit a Uji Shosho (l'endemà va ser ascendit a Saji Shosho, el mateix any, l'emperador Gosaga va pujar al tron, i durant el període de Gosaga, va servir com a claustre públic i es va escampar en els afers públics). assistint a les cerimònies de la cort i a les visites imperials a "Tsunetoshi Kyoki" i "Yakoki" El 1251, va ser nomenat Chujo.
En el món de la poesia d'aquella època, havia sorgit una facció anti-Mikohidari que s'oposava al seu pare, Tameie, i Tamenori va participar per primera vegada en un concurs de poesia al concurs de poesia Kawai-sha celebrat el 1243, on Tameie va actuar com a jutge, i també va participar com a compositor al concurs de poesia In celebrat el 1247. El 1251, dos dels seus poemes es van incloure per primera vegada a l'antologia imperial "Zokugosen Wakashu" compilada per Tameie, i també va ser inclòs en antologies privades de poemes anti-Mikotoha com "Bandai Wakashu" i "Ukuhashu", una antologia de vers enllaçats. A més, encara que es desconeix la data exacta, "Igaeru Sho" de Ton'a registra una anècdota en la qual Tameie va acompanyar Tamenori a una reunió de poesia vinculada celebrada a la sala Yoshida Izumidono de la vil·la Saionji, i quan el so de la cascada irritava les orelles, Tamenori va bloquejar la cascada. No obstant això, en comparació amb el seu germà gran Tameuji, el seu estatus en el món de la poesia waka era més baix, i segons l'"Igaeru" (Col·lecció de la granota), hi va haver discòrdia entre els dos germans pel que fa a la poesia waka, i el sentiment de rivalitat amb la família principal va continuar passant a la següent generació, Tamekane, que va establir l'escola Kyogoku.
El 1254, es va convertir en el cap de majordom de la família Saionji i va servir estretament amb Saneuji Saionji, i es va casar amb la filla de Masahira Miyoshima, el cap de majordom de la família Saionji. El novembre de 1258, va ser nomenat Kurodo no Toshi (cap del camarlenc), però el juliol de l'any següent, 1259, va renunciar al càrrec i es va convertir en un noble de la cort amb el rang de Tercer Grau Junior i Uhyoe no Kami (Capità de la Guàrdia Dreta). El gener del segon any de l'era Kocho (1262), va ser ascendit a Tercer Grau Juvenil, i el gener del cinquè any de l'era Bun'ei (1268), va ser ascendit a Segon Grau Juvenil. Va participar com a compositor a "Kōan Hyakushu" juntament amb Tamekane.

## Genealogia
- Pare: Fujiwara Tameie
- Mare: filla d'Utsunomiya Yoritsuna
- Esposa: Filla de Masahira Miyoshi
  - Home: Kyōgoku Tamekane (1254-1332)
- Mare biològica desconeguda
  - Filla: Kyogoku Tameko (Gon Dainagon no Naishi) - Infermera per a l'emperador Hanazono, segon rang júnior